# Waldemar Braun
Waldemar Braun (* 10. November 1877 in Sankt Petersburg, Russisches Kaiserreich; † 11. Juni 1954) war ein deutscher Unternehmer.

## Vorfahren
Sein Vater Wunibald Braun war der älteste von acht Kindern des kurhessischen Gerichtsbeamten Konrad Braun. Er war ein deutscher Industrieller, Mitgründer und kaufmännischer Kopf der von ihm mit Wilhelm Eugen Hartmann (1853–1915) gegründeten Mess- und Regeltechnikfirma Hartmann & Braun AG. Sein Onkel war der Nobelpreisträger Ferdinand Braun. Seine Brüder Franz Braun, Leonhard Braun sowie Robert Hartmann-Kempf traten im Lauf der Jahre in das Werk und ihre Verwaltung ein und übernahmen die Führung.

## Leben
Waldemar Braun besuchte das Gymnasium in Frankfurt am Main und studierte Rechts- und Staatswissenschaften an den Universitäten Freiburg, Berlin und Marburg. 1897 wurde er Mitglied des Corps Suevia Freiburg.
Nach der Promotion zum Dr. iur. an der Ruprecht-Karls-Universität Heidelberg wurde er 1900 preußischer Gerichtsreferendar. 1904 und 1905 war er zu mehreren Auslandsreisen nach Frankreich und England beurlaubt. 1911 trat er eine Stelle als Landrichter in Neuwied an.
1912 starb sein Vater Wunibald. Waldemar Braun schied 1913 aus dem Staatsdienst aus und wurde Syndikus der Hartmann & Braun AG in Frankfurt am Main. 1920 trat er in den Vorstand des Unternehmens ein. Er baute das Unternehmen aus und leitete den Wiederaufbau nach der Weltkriegszerstörung. Sein Enkel Wilfried Braun (* 30. Juni 1917 † 10. August 1999) übernahm als dritte Generation die Leitung des Unternehmens.
Daneben war Braun Aufsichtsratsmitglied der Commerz- und Privatbank AG. Er gehörte dem Vorstand des Verbandes Mitteldeutscher Industrieller e. V. in Frankfurt am Main an, war Mitglied der dortigen Industrie- und Handelskammer und Mitglied im Vorstand des Reichsverbandes der Deutschen Industrie. Von 1938 bis 1944 war Braun Vorsitzender des Frankfurter Physikalischen Vereins.

## Ehrungen
- 1953: Großes Verdienstkreuz